# 贝莱姆
贝莱姆（法語：Bellême，法語發音：[bɛlɛm] ⓘ），法国西北部市镇，位于诺曼底大区奥恩省，隶属于莫尔塔涅欧佩什区，其市镇面积为1.71平方公里，2022年1月1日时人口数量为1,457人，在法国城市中排名第7,127位。
贝莱姆位于奥恩省东南部，是一个区域性的中心城市和交通枢纽，多个方向的公路在此交汇。

## 地名来源

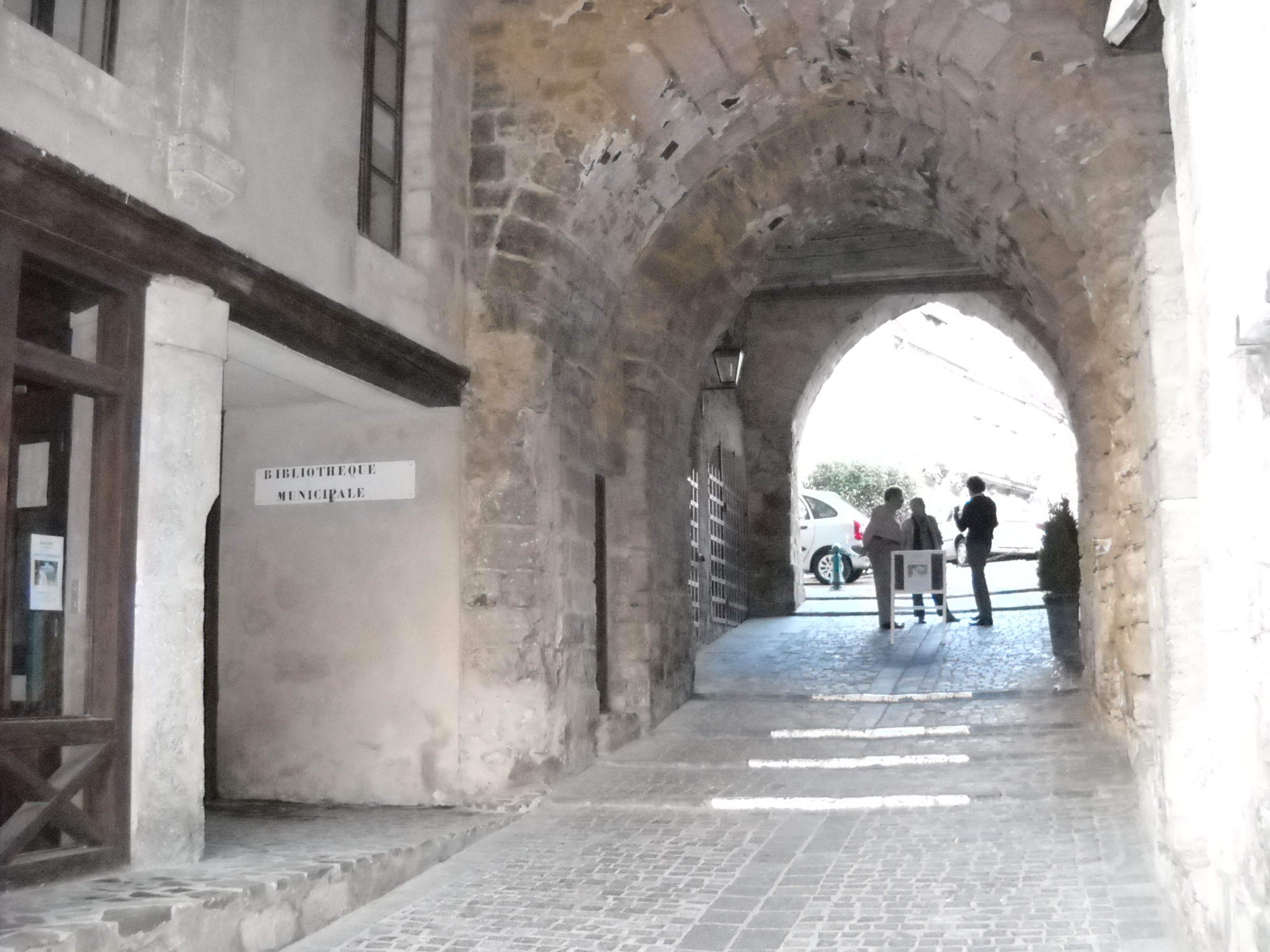
贝莱姆的一处城门

“Bellême”一名最初于公元10世纪时以“Belismo”的形式被记载，该名称来源于凯尔特神教当中的女神“贝丽萨玛”。

## 历史
贝莱姆的早期历史尚不清楚。根据当地官方网站的论述，贝莱姆城市始建于公元10世纪，彼时，一名叫伊夫的领主在西法兰克国王路易四世的批准下在此修建城堡，并有两条道路在此交汇。公元11世纪时，伊夫的长孙塔尔瓦的纪尧姆二世与曼恩女子爵伊尔德比尔热（Hildeburge）联姻，此举使得贝莱姆家族的影响力一度大幅提升，贝莱姆也成为了诺曼底和曼恩之间的一个重要边境城市。1088年，第三代什鲁斯伯里伯爵贝莱姆的罗贝尔曾参与英格兰叛乱，最终失败，作为惩罚，贝莱姆家族成员被囚禁，其城堡被没收。自1113年起，贝莱姆成为了新建佩尔什伯国的一部分。英法百年战争期间，贝莱姆曾多次遭到攻占和破坏。16世纪后，佩尔什的经济政治中心逐渐转移至莫尔塔涅欧佩什。法国大革命后，贝莱姆成为奥恩省的一个市镇。工业革命期间，途径贝莱姆的马梅尔斯－莫尔塔涅欧佩什铁路建成通车，后于1962年全线关闭。

## 地理

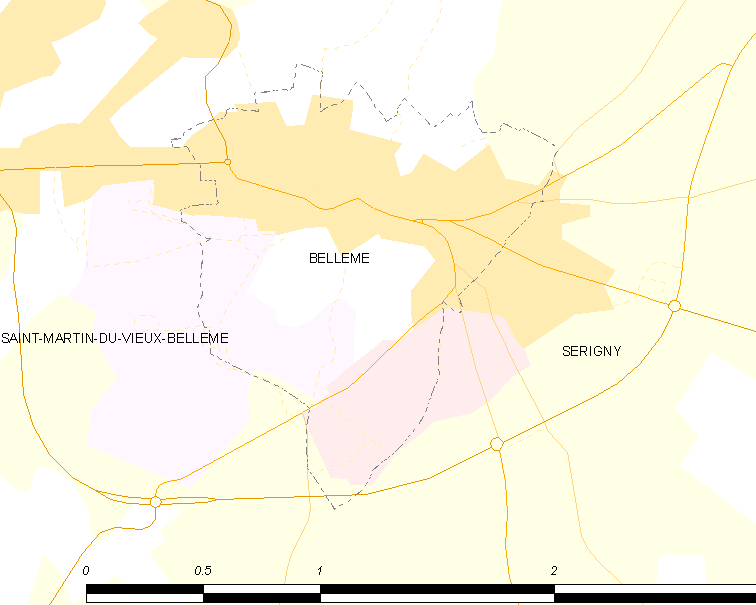
贝莱姆市镇范围地图

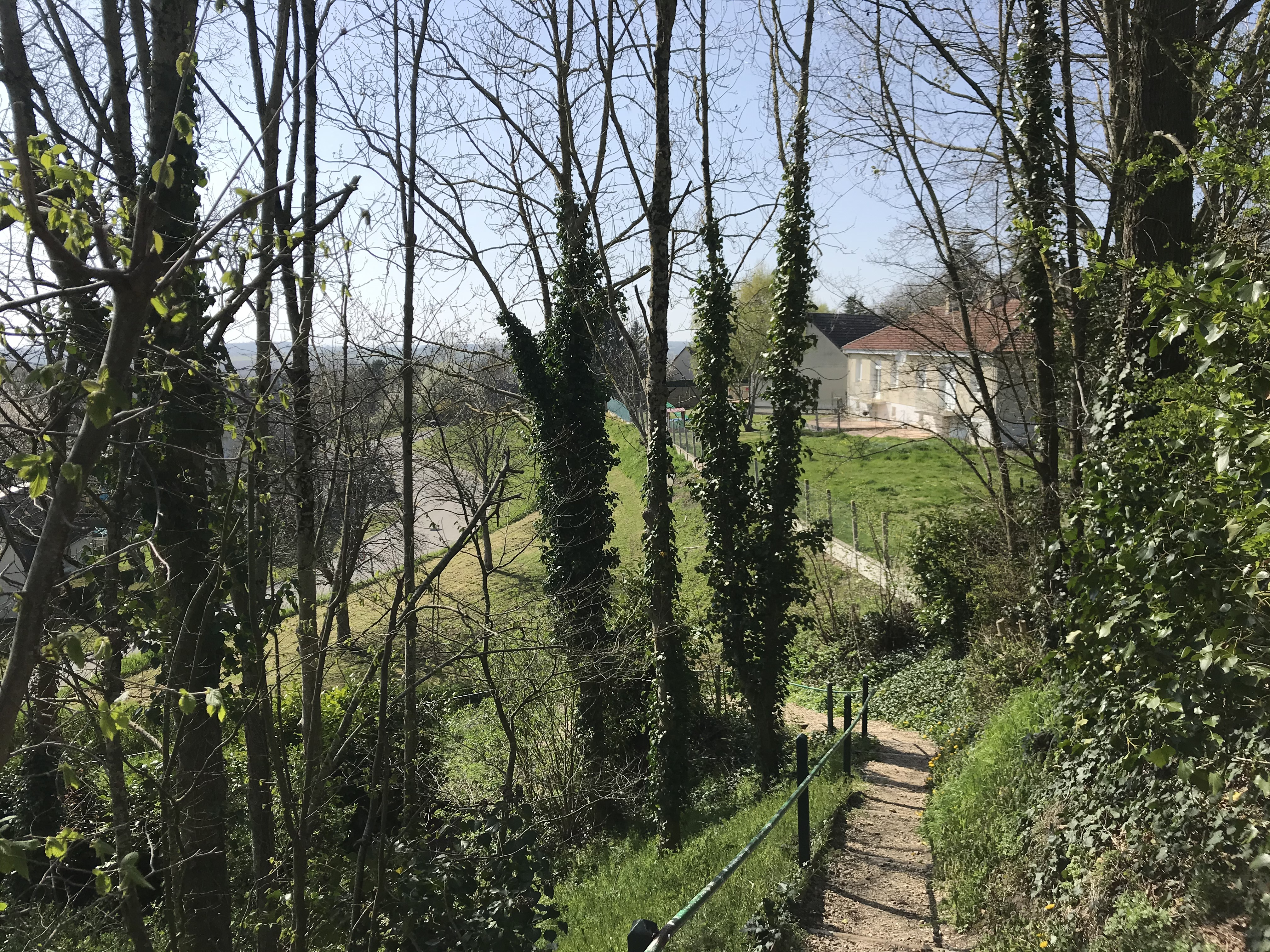
贝莱姆的一处绿地

贝莱姆位于法国西北部，诺曼底大区南部偏西和奥恩省东南部，距离省会阿朗松大约41公里。与贝莱姆接壤的市镇包括：圣马丹-迪维约贝莱姆、佩尔什地区贝尔福雷。

### 地形
贝莱姆位于诺曼底丘陵南部腹地，境内以浅丘为主，市镇中心地势较为平坦，全境海拔在162到230米之间。

### 水文
贝莱姆位于卢瓦尔河流域内，其市镇范围内无大型天然水域。

### 植被
贝莱姆属于温带阔叶混交林区，市中心的贝莱姆公园（Parc de Bellême）是当地主要的城市绿地公园，林地则散落分布于多个街区。
在鲜花城市的评比中，贝莱姆被评为1星级鲜花城市。

### 气候
贝莱姆在柯本气候分类法中属于温带海洋性气候。

## 行政区划
贝莱姆的市镇编号为61038，邮政编号为61130。
在行政管理方面，贝莱姆隶属于法国诺曼底大区奥恩省莫尔塔涅欧佩什区；在地方选举方面，贝莱姆隶属于瑟通县，其市镇范围全境被划入奥恩省第二选区；在社会管理方面，贝莱姆是诺曼底佩尔什丘陵市镇公共社区的组成部分。
法国国家统计与经济研究所（简称）在进行数据统计时，将贝莱姆及相邻的圣马丹-迪维约贝莱姆设为贝莱姆城市核心区，但未将贝莱姆划入任何城市区及城市辐射区（）内。此外，还将贝莱姆市镇整体看作一个“块区”（IRIS），以便于统计人口分布情况。

## 交通

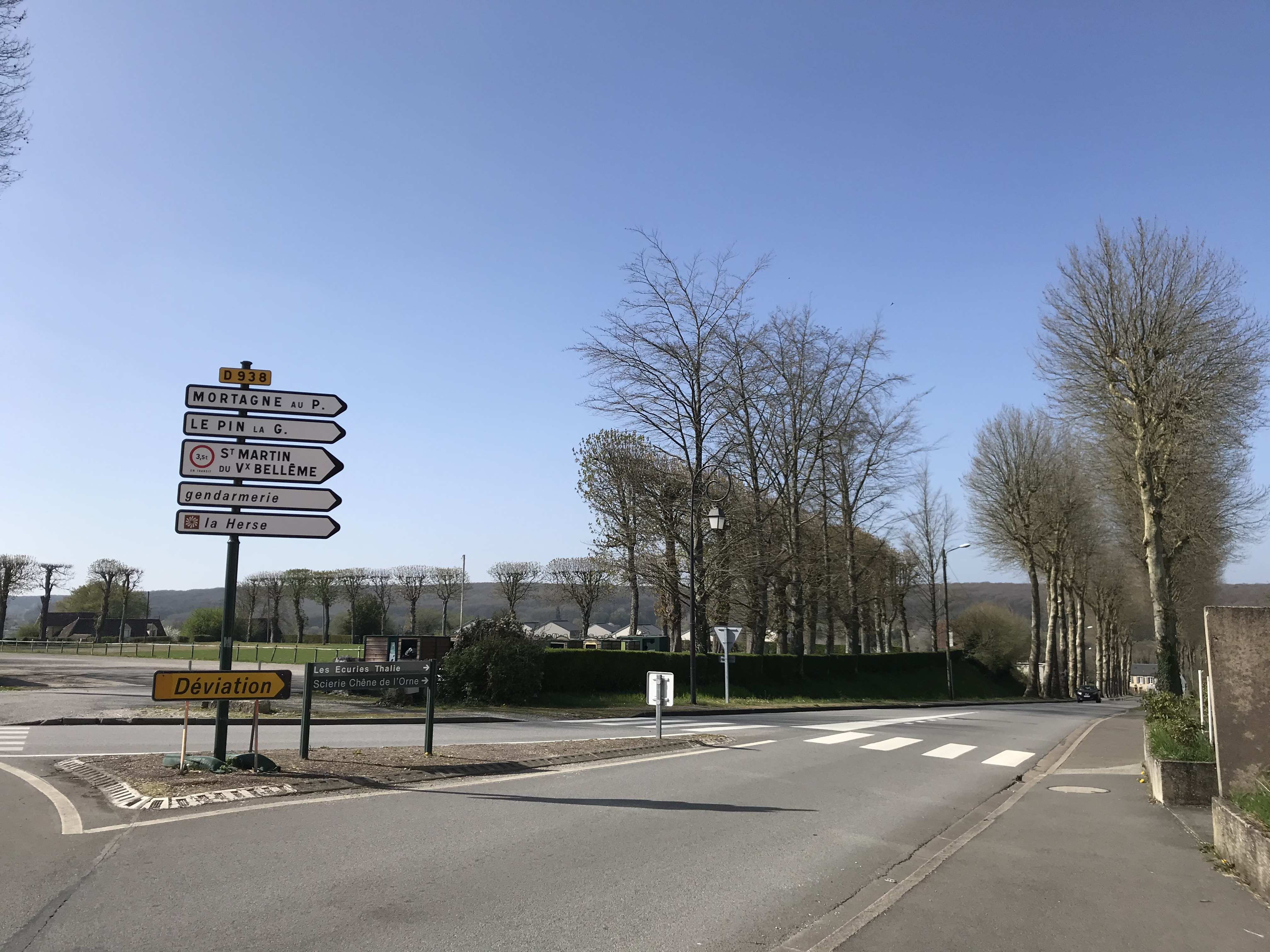
贝莱姆北侧出城方向路牌

### 公路
奥恩省省道D7线、D285线、D455线和D938线在贝莱姆镇中心交汇，诺曼底大区下属的城际客运提供巴士线路，可前往周边部分市镇。
2018年，59.9%的贝莱姆家庭拥有至少一辆私人汽车。2019年，贝莱姆境内共发生各类交通事故1起，造成1人受伤。
| 4 | 43 |

| 20 | 36 |

| 阿朗松 | 41 |

| 莫尔塔涅欧佩什 | 18 |

| 诺让勒罗特鲁 | 22 |

| 马梅尔斯 | 16 |

| 贝尔纳堡 | 25 |

| 库德尔河畔圣日耳曼 | 12 |

### 铁路
贝莱姆位于马梅尔斯－莫尔塔涅欧佩什铁路上，该铁路已于1962年关闭。距离贝莱姆最近的运营中的客运铁路车站为21公里外的诺让勒罗特鲁站，该站停靠往返于巴黎和勒芒一线的区域列车。

### 航空
距离贝莱姆最近的民用航空站为巴黎-奥利机场，距离贝莱姆市中心的公路里程约167公里。

### 城市公共交通
截至2022年8月，贝莱姆暂无城市公共交通系统。

## 政治

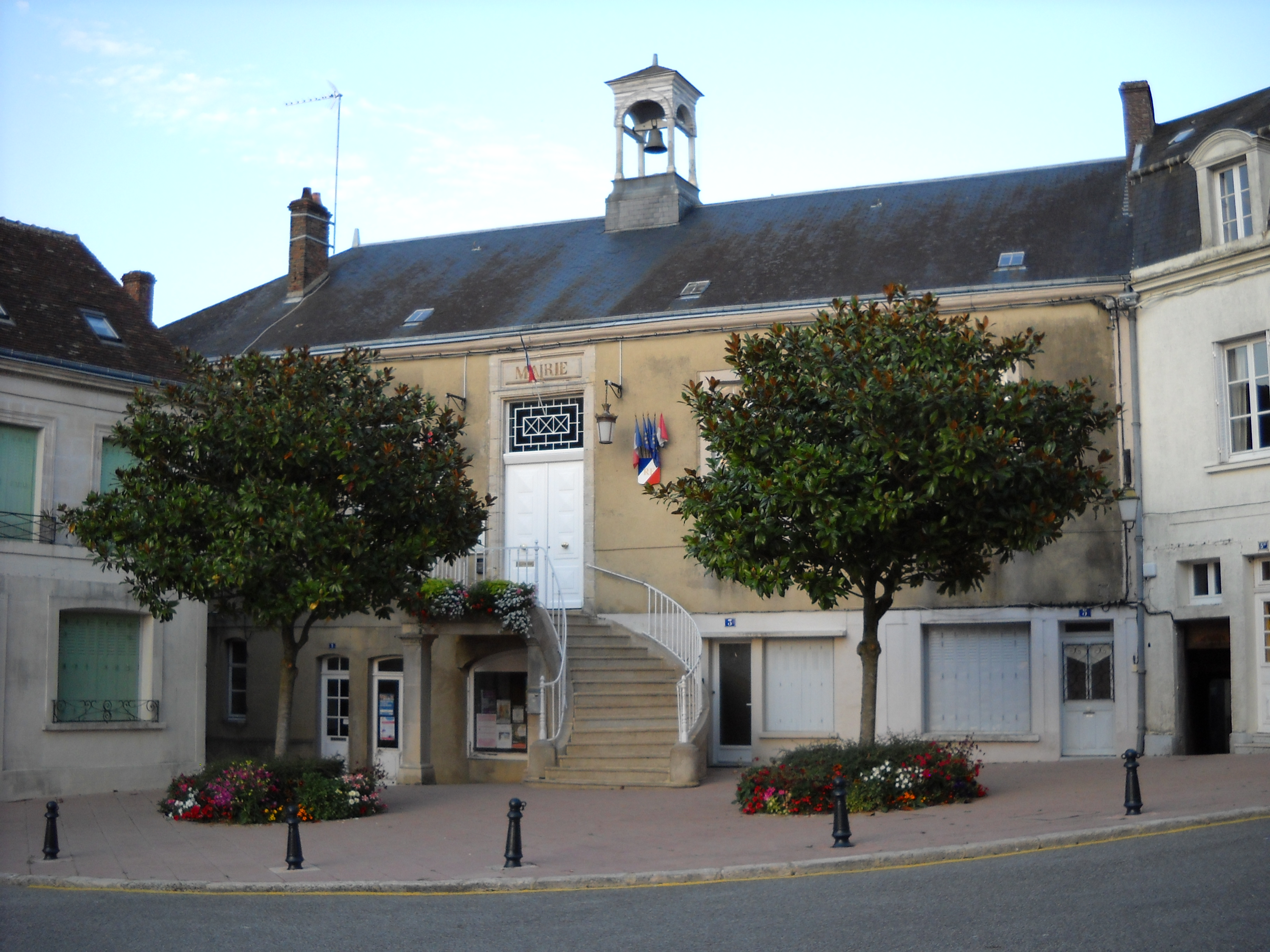
贝莱姆市政厅

贝莱姆的现任市长为雷米·泰西耶先生（Rémy TESSIER），他是一名无党派人士，在2020年的市政选举中获得了74.17%的支持率。
在2022年的法国总统大选中，法国第25任总统埃马纽埃尔·马克龙在贝莱姆获得了60.3%的支持率。

## 人口
2019年，贝莱姆市镇人口数量为1,468，在法国排名第7,127位。其中男性648人，女性820人，75岁及以上人口占23.1%，外籍人口数量为20人，人口密度为858人/平方公里，当地居民被称为（男性）或（女性）。2020年，贝莱姆境内出生5人，死亡人口64人。
| 贝莱姆1901年－2019年人口变化情况 |
|                                  |
| 数据来源：Cassini、INSEE         |

## 经济
贝莱姆是一个区域性的中心市镇。截止2022年8月，贝莱姆市镇范围内共有各类用人单位（包含自雇）412家，平均历史为19年，均为中小型企业（PME），2022年6月至8月间，当地的经济活力指数为0.73%。（印刷）、（行政）及（企业顾问）是当地2021年营业额最高的三个企业，分别为3,098,401欧元、356,604欧元和76,392欧元。

## 财政与居民收入
2020年，贝莱姆的财政收入总额为1,497,490欧元，财政支出总额为1,224,510欧元，当年的债务总额为1,498,750欧元。2021年，贝莱姆市镇共获得327,442欧元的国家财政补助，比上一年增加了0.05%。
2020年，贝莱姆的人均月收入总额为1,781欧元，低于法国平均水平（2,303欧元）。
2018年，贝莱姆境内的青壮年（15至64岁）失业率为13.8%，当地41.6%的家庭拥有纳税资格，平均纳税2,421欧元，低于法国平均水平（3,910欧元）。

## 社会事务

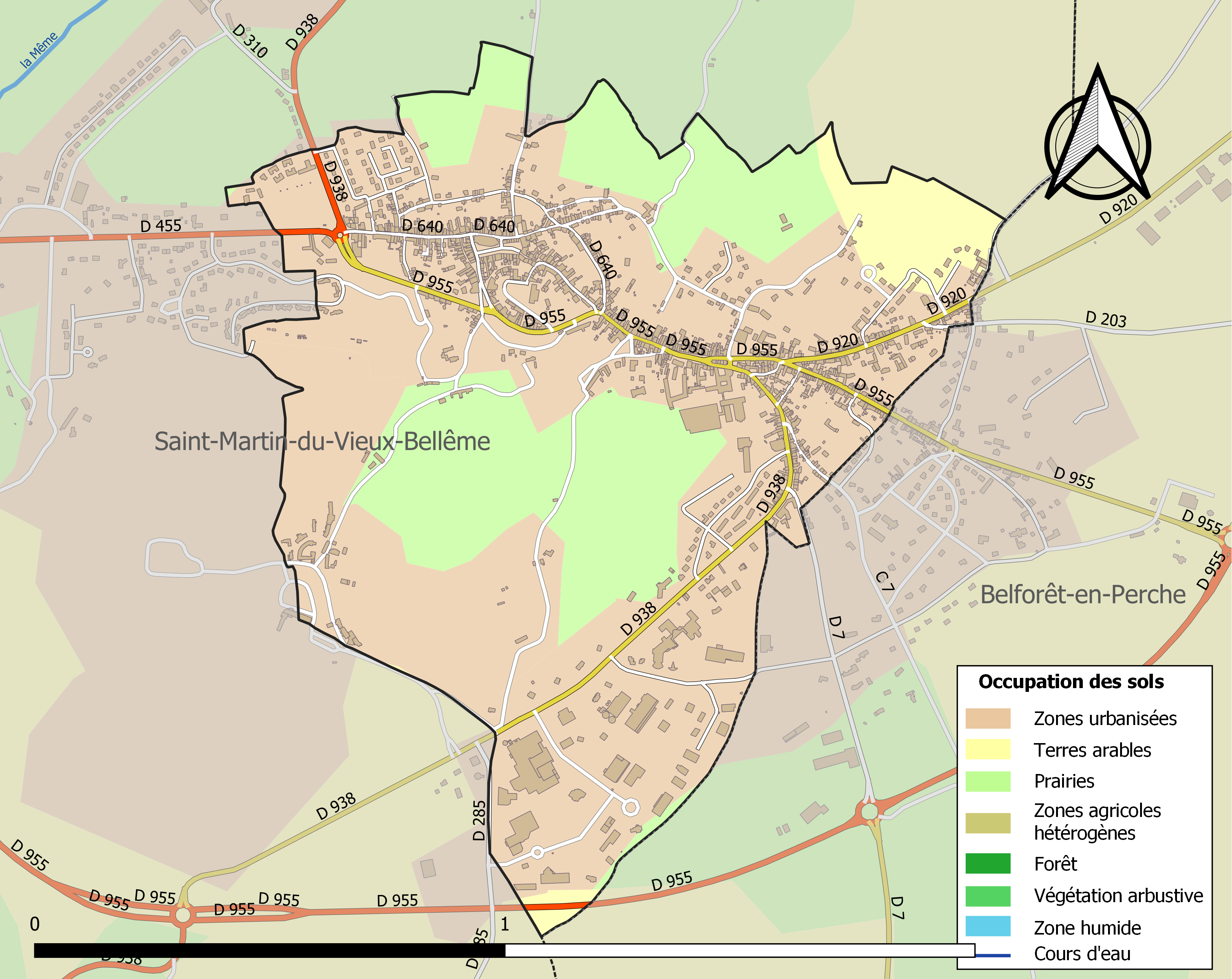
贝莱姆土地利用情况地图

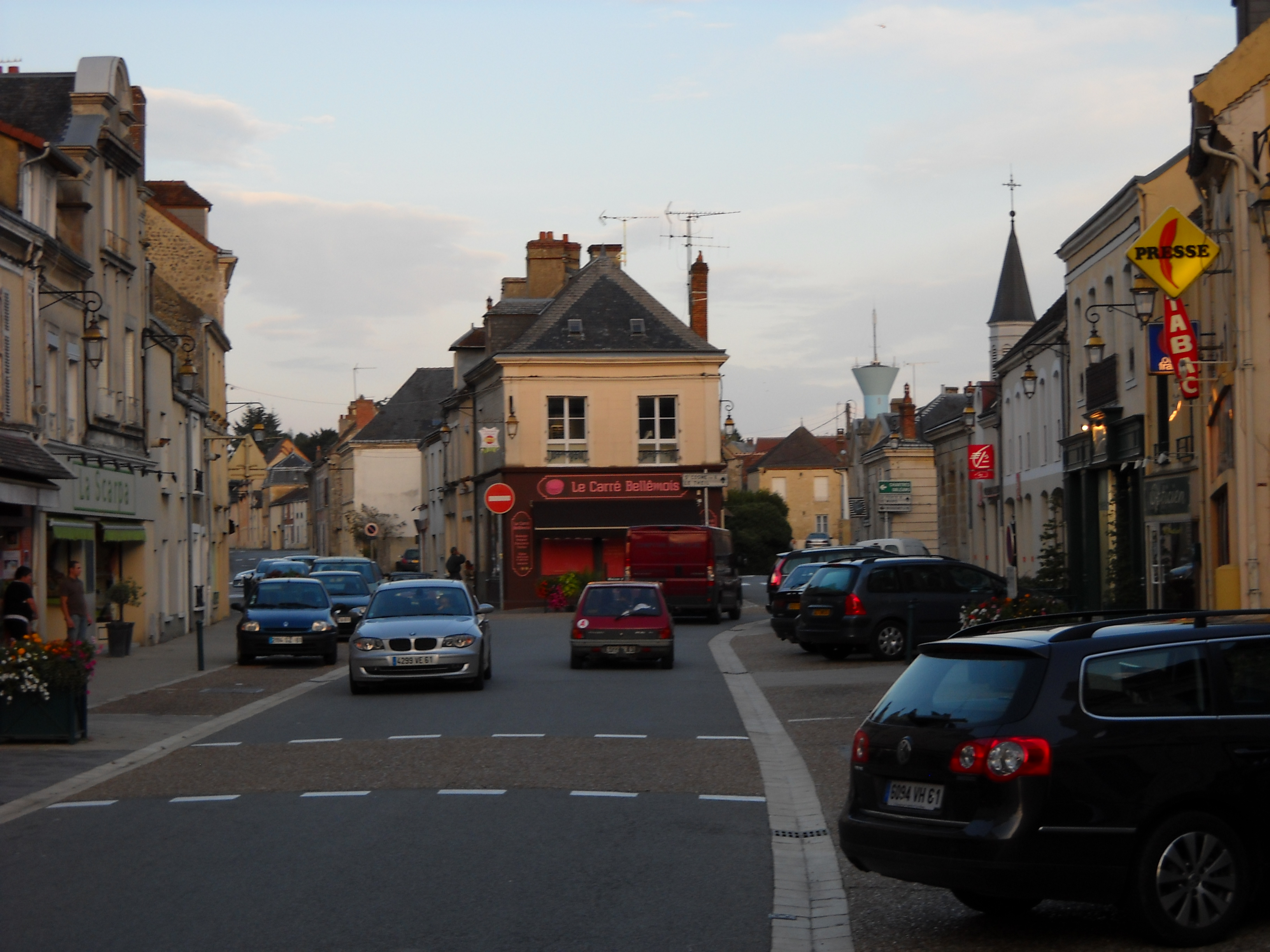
贝莱姆镇中心

### 教育
贝莱姆属于诺曼底学区。截止2020年1月1日，贝莱姆境内共有2所小学和1所初级中学。2018至2019学年度，贝莱姆境内共有在校中等教育阶段学生298名。

### 医疗
截止2020年1月1日，贝莱姆境内共有全科医生5名、保健师3名、牙医2名、护士4名。境内共有药房2家、养老院1家。
贝莱姆公共健康机构（Etablissement public de santé de Bellême）是法国的一个区域性医疗机构，主要服务对象为老年人，其主病区位于贝莱姆市区，设有床位237个，是当地规模最大的公立综合性医院。

### 住房
2018年，贝莱姆境内共有各类住房885套，其中78.6%为独立式居民区，21.0%为集中式居民区。常住房屋占贝莱姆市镇范围内居民建筑总量的74.8%。
在住房保障政策方面，2020年，贝莱姆境内共有206户家庭获得了住房经济补助，受益人数占总人口数量的14.1%，其中210份为房租补助。

### 商业
2019年，贝莱姆境内共有各类实体商铺82家，其中餐厅7家、大型超市1家、杂货店2家、面包房2家、肉铺2家、书店3家、装饰品店1家、银行门店5家、美容美发店8家、汽车维修店5家。镇中心建有一家家乐福便民超市。

### 体育
2020年，贝莱姆境内共有1家游泳池、1间体育馆、3处网球场、1处足球或橄榄球场以及1处高尔夫球场。
截至2022年8月，贝莱姆地区足球俱乐部（Football Club Pays Bellêmois，编号549546）是当地唯一的注册足球俱乐部，其主场为市政球场（Stade Intercommunal）。

### 环境
贝莱姆的环境事务由其所属的诺曼底佩尔什丘陵市镇公共社区联合各级政府协调负责。2019年，贝莱姆境内暂无污染企业。

### 治安
2019年，贝莱姆市镇范围内有1处宪兵队。
贝莱姆及其附近的共109个市镇是莫尔塔涅欧佩什国家宪兵队（zone gendarmerie de Mortagne-au-Perche）的管辖范围。2020年，该宪兵队累计记录各类案件2,498起，其中盗窃类案件1,227起，经济类案件369起，毒品交易类案件68起。

## 文化

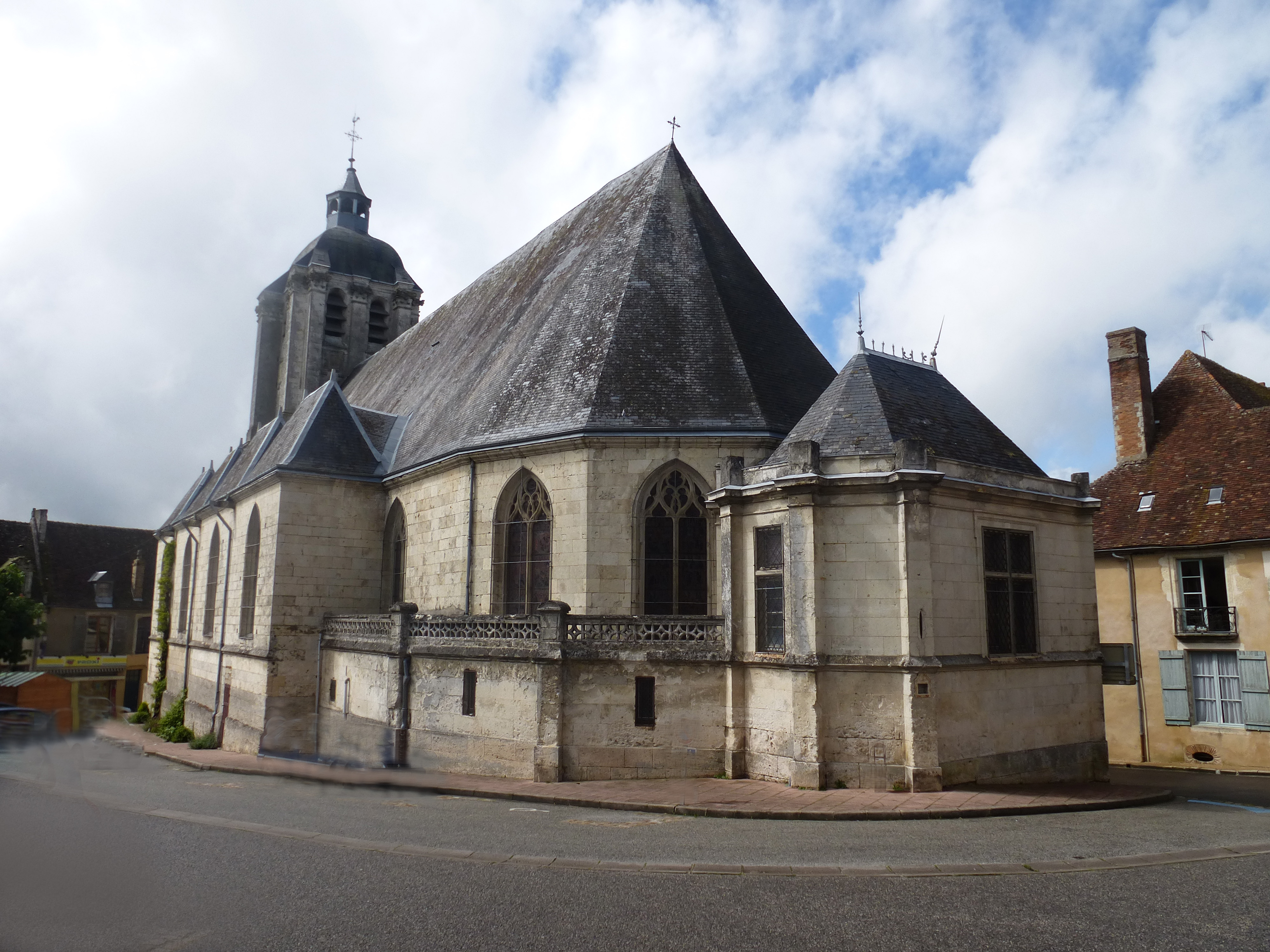
圣索沃尔教堂

2020年，贝莱姆境内暂无任何文化设施。贝莱姆市政府提供多媒体中心，每周二至六向公众开放。

### 建筑
贝莱姆境内有多处历史建筑，其中圣索沃尔教堂、圣桑坦小教堂等为法国国家文物保护单位。

### 旅游
贝莱姆的旅游事务由其所属的诺曼底佩尔什丘陵市镇公共社区负责。2021年，贝莱姆境内共有3家酒店共计78间房间；另有1个露营地，可容纳共51辆露营车。

### 媒体
法国主要的媒体均可在贝莱姆接收，法国电视三台下属的诺曼底大区频道在部分时段播出贝莱姆所属区域的地方新闻。《法国西部报》、《奥恩省战斗报》、蓝色法兰西下诺曼底广播等是当地主要的地方性媒体。

## 友好城市
截至2022年8月，贝莱姆共与两座城市互为友好城市关系：
- 德国 施蒂林根
- 英格兰 Goring-on-Thames